# Juan Antonio Ruiz «Espartaco»
Juan Antonio Ruiz Román conocido como Espartaco en los carteles (Espartinas, 3 de octubre de 1962) es un torero retirado y ganadero español. Fue número  1 del escalafón durante ocho temporadas entre los años 80 y 90.

## Biografía
Hijo del torero Antonio Ruiz Rodríguez "Espartaco", cuyo apodo le debe a Rafael Sánchez "El Pipo" por la película Espartaco, de Stanley Kubrick y por vivir en Espartinas. La primera vez que se vistió de luces fue en Camas, el 19 de marzo de 1975, tenía 12 años. Durante dos años recorrió América actuando en la parte seria del espectáculo taurino cómico El Chino Torero.
Tomó la alternativa en Huelva el 1 de agosto de 1979, con 16 años, siendo testigo Manuel Benítez "El Cordobés". Se presentó en América, toreando en Acho en 1979 y en 1980 debutó Francia en Nimes. En 1981 debutó en México, en Guadalajara. En 1982 salió a hombros de La Maestranza. En 1983 confirmó la altenativa en Las Ventas el 25 de mayo de 1983 siendo su padrino Paquirri y su testigo Julio Robles. El 15 de mayo de 1985 salió por la puerta grande de Las Ventas con toros de Atanasio Fernández. Fue número uno del escalafón taurino durante la mayor parte de los años 80, en concreto en 1982 y desde 1985 a 1991. En 1990 igualó el registro de Joselito El Gallo con seis temporadas seguidas como líder del escalafón y en 1991 igualó a Domingo Ortega en número de temporadas como líder del escalafón taurino. La enorme  cantidad de festejos toreados desde su infancia dentro y fuera de España, su conocimiento del animal, una prodigiosa técnica de lidia, especialmente a la hora de la suerte suprema,  su conexión asombrosa con todos  los públicos  y un carisma e inteligencia sobresalientes le convirtieron en una legendaria figura indiscutible  dentro y fuera de España, que se mantiene intacta al día de hoy.   
Entre sus  faenas memorables en La Maestranza se puede destacar la del 24 de abril de 1985 con toros de Manolo González con el toro Facultades, saliendo por la puerta del Príncipe en segunda ocasión, la del 13 de abril de 1986 cuando cortó tres orejas en la citada plaza con toros de Carlos Núñez y la del 29 de abril de 1993 con toros de Núñez del Cuvillo.
En 1994 se lesionó una rodilla durante un partido de fútbol benéfico en Valencia, que le apartó del toreo durante 5 años. Reapareció en 1999 en Olivenza (Badajoz), cortando 4 orejas y triunfó en la Feria de Abril. Además, indultó al toro célebre Medilonillo en Alicante, primer toro indultado de la ganadería El Pilar. El 21 de noviembre de 1999, se confirmó en Plaza México. En 2001 toreó por última vez en Francia en Arlés y se anunció su retirada el 29 de septiembre de 2001 en Sevilla.
En 2003 obtuvo la Medalla de Oro al Mérito en las Bellas Artes. También en 2003 intervino como narrador en el documental taurino Maletilla y en 2006 asesoró junto a Cayetano a Adrien Brody para su interpretación en Manolete. Los años siguientes realizó algunos festejos esporádicos como en 2004 en Valencia o en 2010 en Olivenza. Se retiró definitivamente el 5 de abril de 2015, el Domingo de Resurrección, en La Maestranza saliendo por sexta vez en su carrera a hombros por la Puerta del Príncipe, mientras su hijo Juan, con la ayuda de su padre, Antonio Ruiz, le cortaba la coleta.  
En la actualidad sigue relacionado con el mundo del toro en su condición de ganadero con la ganadería Juan Antonio Ruiz Román, adquirida en 1990, que pasta en  Dehesa Majavieja, ( Constantina), con la que ha cosechado grandes éxitos reconocidos como ganadero, tanto en festivales benéficos como en novilladas. Lidia con asiduidad en la Maestranza de Sevilla y en Las Ventas de Madrid  

## Vida privada
En 1991 se casó con Patricia Rato, hija del financiero Ramón Rato, en el convento de Nuestra Señora de Loreto de Espartinas . Junto a ella  tiene tres hijos, Alejandra, Isabella y Juan.